# Grand Prix Formule 1 van Frankrijk 1960
De Grand Prix Formule 1 van Frankrijk 1960 werd gehouden op 3 juli op het circuit van Reims-Gueux in Reims. Het was de zesde race van het seizoen.

## Uitslag
| Pos. | Nr. | Coureur             | Constructeur       | Rondes | Tijd / Oorzaak uitval | Grid | Punten |
| ---- | --- | ------------------- | ------------------ | ------ | --------------------- | ---- | ------ |
| 1    | 16  | Jack Brabham        | Cooper-Climax      | 50     | 1:57:24.9             | 1    | 8      |
| 2    | 44  | Olivier Gendebien   | Cooper-Climax      | 50     | + 48.3                | 9    | 6      |
| 3    | 18  | Bruce McLaren       | Cooper-Climax      | 50     | + 51.9                | 7    | 4      |
| 4    | 46  | Henry Taylor        | Cooper-Climax      | 49     | + 1 Ronde             | 12   | 3      |
| 5    | 24  | Jim Clark           | Lotus-Climax       | 49     | + 1 Ronde             | 10   | 2      |
| 6    | 22  | Ron Flockhart       | Lotus-Climax       | 49     | + 1 Ronde             | 14   | 1      |
| 7    | 20  | Innes Ireland       | Lotus-Climax       | 43     | + 7 Rondes            | 4    |        |
| 8    | 48  | Bruce Halford       | Cooper-Climax      | 40     | Motor                 | 15   |        |
| 9    | 40  | Masten Gregory      | Cooper-Maserati    | 37     | + 13 Rondes           | 17   |        |
| 10   | 42  | Ian Burgess         | Cooper-Maserati    | 36     | + 14 Rondes           | 22   |        |
| 11   | 4   | Wolfgang von Trips  | Ferrari            | 30     | Transmissie           | 5    |        |
| 12   | 2   | Phil Hill           | Ferrari            | 29     | Transmissie           | 2    |        |
| NF   | 8   | Jo Bonnier          | BRM                | 22     | Motor                 | 8    |        |
| NF   | 36  | Lucien Bianchi      | Cooper-Climax      | 18     | Transmissie           | 15   |        |
| NF   | 10  | Dan Gurney          | BRM                | 17     | Motor                 | 6    |        |
| NF   | 30  | Gino Munaron        | Cooper-Castellotti | 16     | Transmissie           | 19   |        |
| NF   | 6   | Willy Mairesse      | Ferrari            | 14     | Transmissie           | 11   |        |
| NF   | 14  | Tony Brooks         | Vanwall            | 7      | Vibration             | 13   |        |
| NF   | 12  | Graham Hill         | BRM                | 0      | Ongeluk               | 3    |        |
| NF   | 38  | Maurice Trintignant | Cooper-Maserati    | 0      | Ongeluk               | 18   |        |
| NS   | 28  | Richie Ginther      | Scarab             |        | Motor                 | 20   |        |
| NS   | 34  | David Piper         | Lotus-Climax       |        | Motor                 | 21   |        |
| NS   | 26  | Chuck Daigh         | Scarab             |        | Motor                 | 23   |        |

## Statistieken
| Pole-position | Jack Brabham | Cooper-Climax | 2:16.8 |
| Snelste ronde | Jack Brabham | Cooper-Climax | 2:17.5 |

## Noot
- Dit was de vijfde Grand Prix-winst voor Jack Brabham en voor een Australische coureur.

1906 · 1907 · 1908 · 1912 · 1913 · 1914 · 1921 · 1922 · 1923 · 1924 · 1925 · 1926 · 1927 · 1928 · 1929 · 1930 · 1931 · 1932 · 1933 · 1934 · 1935 · 1936 · 1937 · 1938 · 1939 · 1947 · 1948 · 1949 · 1950 · 1951 · 1952 · 1953 · 1954 · 1956 · 1957 · 1958 · 1959 · 1960 · 1961 · 1962 · 1963 · 1964 · 1965 · 1966 · 1967 · 1968 · 1969 · 1970 · 1971 · 1972 · 1973 · 1974 · 1975 · 1976 · 1977 · 1978 · 1979 · 1980 · 1981 · 1982 · 1983 · 1984 · 1985 · 1986 · 1987 · 1988 · 1989 · 1990 · 1991 · 1992 · 1993 · 1994 · 1995 · 1996 · 1997 · 1998 · 1999 · 2000 · 2001 · 2002 · 2003 · 2004 · 2005 · 2006 · 2007 · 2008 · 2018 · 2019 · 2021 · 2022